# Казан Арена
Казан Арена е многофункционален стадион в Казан – столицата на Татарстан, Русия.
Смятан е за най-модерния стадион в Русия. Казан Арена е втори по големина в страната след Лужники. От сезон 2013/14 на него домакинските си мачове играе местният футболен клуб Рубин.

## История
Строежа на стадиона е започнат през 2010 година като на церемонията по започването на строежа присъства президентът Владимир Путин. Архитекти са компанията Populous, построили английските Емирейтс Стейдиъм и Уембли. Първоначалният срок за строежа е до края на 2012 година, но впоследствие той е удължен до юни 2013. Стадионът е открит през юли 2013 и на него се провежда лятна Универсиада.
На Казан Арена ще се проведе Световното първенство по плувни спортове през 2015 г., както и мачове от Мондиал 2018.